# Instituto de Empresa
Instituto de Empresa és una empresa privada dedicada a l'ensenyament. Compta amb un claustre integrat per més de 500 professors que imparteixen classes a alumnes de més de 90 països en titulacions de pregrau, postgrau i formació a executius a través de l'IE Universidad. La plataforma d'antics alumnes d'IE és present a més de 100 països.

## Història
Va néixer l'any 1973 com una escola de negocis privada. L'any 1983 va començar a oferir el seu programa MBA internacional, i van expadir el seu campus que podia acollir fins a 1000 alumnes. L'any 1993 es va crear una fundació pròpia (Fundación IE) per fer recerca i promoure beques per a estudiants. L'any 2007 van signar un acord amb la universitat privada SEK de Segòvia i es va fer amb el 80% de l'accionariat. Poc després el SEK de Segòvia canviaria el nom per IE Universidad.